# Dall'altra parte del vento
Dall'altra parte del vento è il quindicesimo album del cantautore italiano Massimo Bubola, pubblicato a dicembre del 2008.

## Descrizione
Dall'altra parte del vento è una raccolta di 14 brani, di cui 11 composti tra il 1977 ed il 1990 con Fabrizio De André. Il titolo dell'album vuole richiamare proprio il fatto di aver potuto osservare e collaborare con l'artista genovese.
Oltre agli 11 brani composti per De André e riarrangiati da Bubola, ne sono presenti altri tre (Colline nere, Dall'altra parte del vento e Invincibili) che ripercorrono i 13 anni di collaborazione con Faber. La musica di Invincibili, inoltre, è stata composta dal figlio di Fabrizio de André, Cristiano.

## Tracce
1. Rimini – 5:13
2. Volta la carta – 5:04
3. Andrea – 4:17
4. Sally – 5:53
5. Dall'altra parte del vento – 4:41
6. Invincibili – 2:28
7. Fiume Sand Creek – 4:44
8. Colline nere – 4:00
9. Don Raffaè – 7:11
10. Se ti tagliassero a pezzetti – 4:03
11. Una storia sbagliata – 3:53
12. Hotel Supramonte – 5:35
13. Zirichiltaggia – 2:46
14. Canto del servo pastore – 3:25

Durata totale: 63:13